# 王崇之
王崇之（？—？），字守节，北直隶滑县（今河南滑县）人，明朝政治人物。
王崇之於天順八年（1464年）中式甲申科進士。成化七年（1471年）任上海县知县。任內疏浚吴淞江。1475年由劉宇接任。